# Ma Se-Geon
Ma Se-Geon (en coreano: 마세건; 24 de enero de 1994) es un deportista surcoreano que compite en esgrima, especialista en la modalidad de espada. Participó en los Juegos Olímpicos de Tokio 2020, obteniendo una medalla de bronce en la prueba por equipos.

## Palmarés internacional
| Juegos Olímpicos | Juegos Olímpicos | Juegos Olímpicos  | Juegos Olímpicos   |
| Año              | Lugar            | Medalla           | Prueba             |
| ---------------- | ---------------- | ----------------- | ------------------ |
| 2020             | Tokio (Japón)    | Medalla de bronce | Espada por equipos |